# Klaus Nars holm

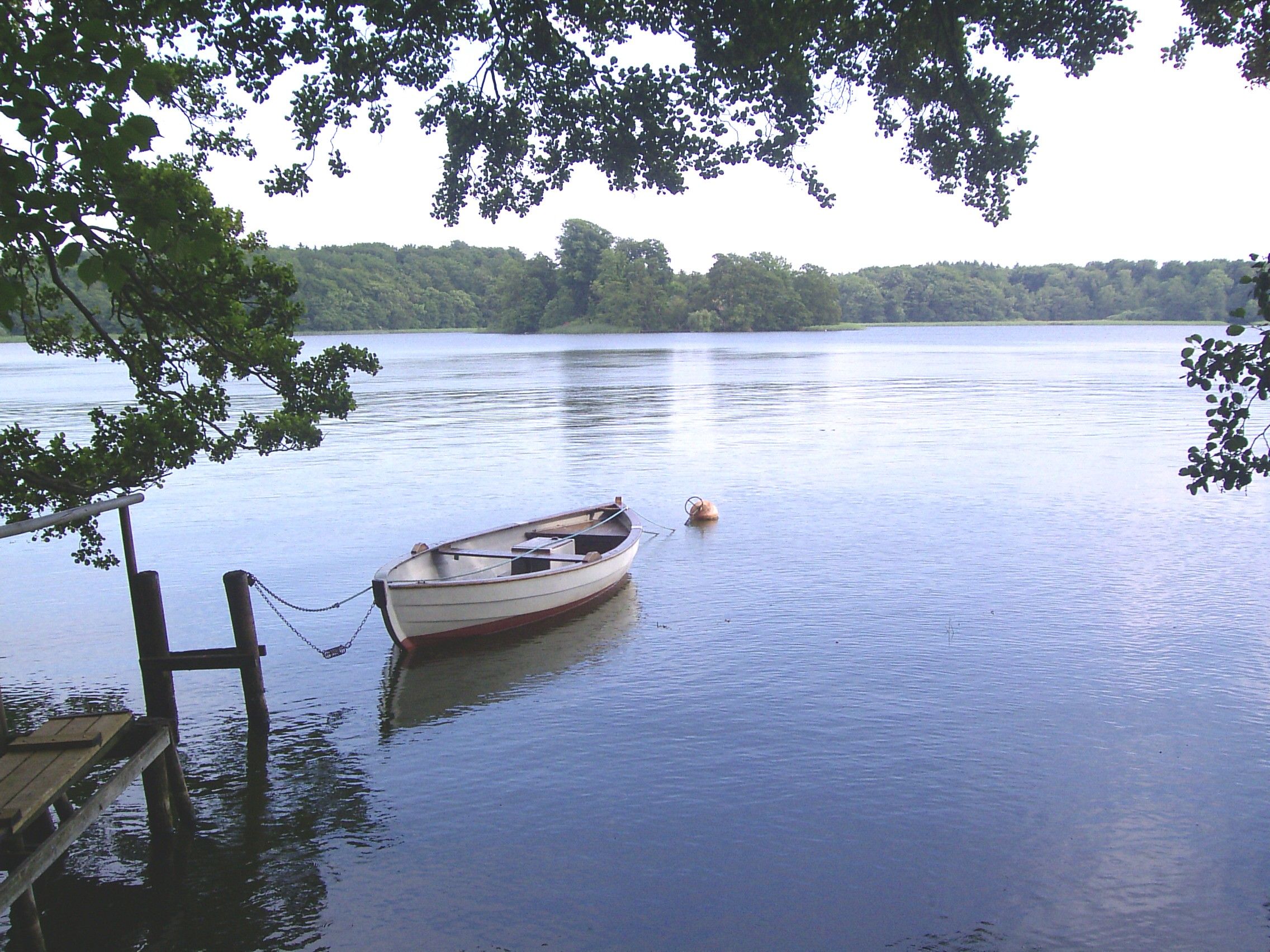
Farum sø med Klaus Nars holm i bakgrunden.

Klaus Nars holm är en liten privatägd ö i östra delen av Farum Sø i Furesø kommun. Den har en yta på 0,5 hektar och har 2 invånare (2020).
Enligt sägnen har ön fått sitt namn efter Klavs Nar som var hovnarr hos Valdemar Atterdag. Han bad om en förläning som belöning för många års trogen tjänst och fick den lilla ön. När kungen efteråt klagade på den ålsoppa som narren bjöd på svarade han: "Sådan ö, sådan kost".